# 紹納鄉
46°13′N 24°01′E / 46.217°N 24.017°E
紹納鄉（羅馬尼亞語：Comuna Șona, Alba），是羅馬尼亞的鄉份，位於該國中部，由阿爾巴縣負責管轄，面積106平方公里，海拔高度297米，2011年人口4,067，人口密度每平方公里37人。